# 阿爾比恩鎮區 (堪薩斯州里諾縣)
阿爾比恩鎮區（英語：Albion Township）是位於美國堪薩斯州里諾縣的一個行政鎮區。

## 地方資料
阿爾比恩鎮區的面積為97.46平方千米，當中陸地面積為97.33平方千米，而水域面積為0.13平方千米。根據2010年美國人口普查的數據，當地共有人口841人，而人口密度為每平方千米8.63人。

## 外部連結
- US-Counties.com
- City-Data.com （页面存档备份，存于）